# Дунганшки устанак (1862—1877)
Дунганшки устанак је био етнички сукоб који је настао као резултат побуне Хуи Кинеза и других муслиманских етничких група у Шенсију, Гансуу, Нингсји и Синкјангу између 1862. и 1877. Почео је због трговачких несугласица око штапова бамбуса које су Хан Кинези продавали Хуима који нису платили тражени износ.
Устанак је био хаотичан и у њему су учествовале бројне групације, банде и војни заповедници који нису имали никакав заједнички циљ и сврху. Често се тврди да је побуна била уперена против династије Ћинг, али не постоји ниједан доказ да су устаници икада планирали да нападну Пекинг.
Када је устанак угушен, уследила је масовна емиграција народа Дунгана у Руску Империју.